# Blågrön tangara
Blågrön tangara (Thraupis glaucocolpa) är en fågel i familjen tangaror inom ordningen tättingar.

## Utseende och läte
Blågrön tangara är en medelstor tangara tangara med grått på huvud och rygg, blågrått bröst, vit buk och akvamarinblå vingar. Lätet är ett mjukt och stigande "zee-ee-ee-EE-EET!". Den skiljs åt från blågrå tangara genom gråare huvud och mer kontrasterande blågröna vingar, liksom vitt på buken och en liten svart fläck vid vingpennornas bas.

## Utbredning och systematik
Fågeln förekommer i torra nordöstra Colombia och norra Venezuela samt på Isla Margarita. Den behandlas som monotypisk, det vill säga att den inte delas in i några underarter. 

### Släktestillhörighet
Arten placeras traditionellt i Thraupis. Genetiska studier har dock visat att Thraupis är inbäddat i Tangara. Vissa väljer att därför inkludera dem i Tangara, medan andra istället delar upp Tangara i flera släkten och behåller Thraupis som ett eget släkte.

## Levnadssätt
Blågrön tangara hittas huvudsakligen i torra områden med buskmarker eller skog. Den ses ofta enstaka eller i par, vanligen mindre frekvent än blågrå tangara.

## Status
Arten har ett stort utbredningsområde och beståndet anses stabilt. Internationella naturvårdsunionen IUCN listar den därför som livskraftig (LC).